# Scopula pudicaria
Scopula pudicaria är en fjärilsart som beskrevs av Victor Ivanovitsch Motschulsky 1866. Scopula pudicaria ingår i släktet Scopula och familjen mätare. Inga underarter finns listade.